# Lars-Erik Magnusson
Lars-Erik Magnusson, född 1953 i Persbo vid Ludvika, är en svensk företagare. Han blev känd för omfattande fastighetsaffärer i Nederländerna under 1980-talet och för sin involvering i Fermenta 1994. Han är ännu verksam i fastighetskoncernen Larmag med stora fastighetsbestånd i Tyskland.